# Beleg van Maastricht (1407-1408)
Het Beleg van Maastricht van 1407-'08 was een belegering van de tweeherige stad Maastricht door een aantal volksmilities uit het prinsbisdom Luik en het vroegere graafschap Loon. De belegering begon op 24 november 1407 en had ten doel de stad Maastricht te overmeesteren, waar zich op dat moment de Luikse prins-bisschop Jan van Beieren schuil hield. Na een eerste, mislukte poging werd het beleg in mei 1408 voortgezet en eindigde op 23 september 1408, toen het leger van de Luikse rebellen in de Slag bij Othée werd verslagen door de gecombineerde legers van de prins-bisschop en zijn Bourgondische bondgenoten.

## Voorgeschiedenis
Al sinds de vroege middeleeuwen waren de burgers van Maastricht verdeeld in twee nationaliteiten, nativiteiten of familiae genoemd: de familia sancte Marie sanctique Lamberti en de familia sancti Servatii, meestal simpelweg aangeduid als "die van Lambertus" en "die van Servaas", later ook wel Luikse en Brabantse nativiteit genoemd. De tweedeling ging terug op de twee oerparochies waaruit Maastricht ontstaan was: de parochie van Onze-Lieve-Vrouwe rondom de Onze-Lieve-Vrouwekerk en de parochie van Sint-Servaas rondom de Sint-Servaaskerk.
Nadat de zetel van het bisdom in de 8e of 9e eeuw van Maastricht naar Luik was overgeplaatst, behielden de Luikse bisschoppen een zekere macht over de parochianen van de voormalige bisschopskerk. De Sint-Servaaskerk en het daaraan verbonden kapittel van Sint-Servaas stonden onder invloed van de Rooms-Duitse koningen en keizers, een band die rond 1200 losser werd, mede door de opkomst van Brabant als regionale macht. De Brabantse hertogen namen vanaf 1204 de plaats in van de Duitse koningen in het Maastrichtse condominium. In de 14e eeuw werd de Bourgondische invloed in Maastricht steeds voelbaarder, zowel via de Brabantse hertogen als via de Luikse bisschoppen.
In 1389 volgde de 15-jarige Jan van Beieren, de jongste zoon van hertog Albrecht van Beieren, die tevens graaf van Holland, Zeeland en Henegouwen was, Arnold van Horne op als prins-bisschop van Luik. Met zijn autoritaire politiek stiet de jonge prins-bisschop de Luikse adel en burgers al snel voor het hoofd. Een ogenschijnlijk onbeduidende gebeurtenis - de veroordeling van enkele inwoners van Seraing voor het kappen van hout in een bos van de prins-bisschop - leidde in 1403 tot een volksopstand onder leiding van radicale Luikenaren, de zogenaamde  Hait-droits. Jan van Beieren ontvluchtte Luik en vond in Maastricht onderdak bij de ridders van de Duitse Orde. Hij kon pas terugkeren na het doen van enkele concessies. Zijn willekeurige en verkwistende regering leidde in 1406 tot een nieuwe opstand, waarbij de Luikenaren een tegenbisschop kozen, Dirk van Horne. Diens vader, Hendrik van Horne, heer van Perwijs, was een neef van de vorige bisschop en ontpopte zich als leider van de opstand. Jan van Beieren moest opnieuw vluchten en wederom vond hij onderdak bij de Duitse ridders in de Commanderij Nieuwen Biesen, alwaar hij de staten van Luik bijeen riep.
De hertog van Brabant, Anton van Bourgondië, koos openlijk partij tegen de prins-bisschop, nota bene een familielid. Dit bracht het tweeherige Maastricht, dat volgens de Alde Caerte uit 1284 in geval van conflicten tussen de bisschop van Luik en de hertog van Brabant neutraal moest blijven, in een lastig parket. Dat kwam tot uiting toen de hertog in 1406 eiste dat de stad zijn legers doorgang zou verschaffen - Maastricht bezat de enige Maasovergang in dit gebied - toen deze optrokken tegen Valkenburg. De magistraat stond de doortocht toe, maar zorgde ervoor dat op 8 en 9 oktober alle straten waar de Brabanders doorheen trokken, afgezet waren met gewapende milities van de Maastrichtse ambachten en dat de zijstraten gebarricadeerd waren. De hertog zelf werd een dag later met alle eerbewijzen binnengehaald.

## Het beleg
Op 24 november 1407 sloegen burgermilities uit Luik, Hoei, Dinant en Hasselt het beleg om Maastricht. Volgens sommige bronnen had de belegeringsmacht een omvang van meer dan 100.000 man met veel artillerie die een ware bommenregen op de stad deed neerkomen en grote schade aanrichtte, maar desondanks weinig slachtoffers maakte. Vanwege de strenge winter met hevige sneeuwval moesten de Luikenaren het beleg op 7 januari 1408 opbreken en trokken ze zich over de bevroren Maas terug. Jan van Beieren sloeg keihard terug en met behulp van de Maastrichtenaren strafte hij onder andere de plaatsen Tongeren, Bilzen, Herderen en Wonk af. Laatstgenoemd dorp werd op 23 maart geheel uitgemoord en platgebrand, waarbij de Maastrichtenaren volgens de overlevering ook de kerk met daarin gevluchte dorpelingen in brand zouden hebben gestoken.
Terwijl de bisschop nog met zijn strafexpeditie bezig was, sloegen de Luikenaren op 31 mei 1408 opnieuw het beleg om Maastricht. Een dag later voegde zich een volksleger uit Loon bij de belegeraars. De stad was te omvangrijk om geheel te omsluiten. De legers van Hasselt en Loon bezetten de Dousberg en controleerden daarmee het westelijk stadsdeel. Het zuidelijk gebied tussen Maas en Jeker werd bezet door de legers van Hoei, Dinant en andere plaatsen tussen Maas en Samber. De stedelingen uit Luik omsloten het oostelijk stadsdeel Wyck.
Wederom werd de stad onder vuur genomen, waarbij de belegeraars gebruikmaakten van een kat. Deze keer belandden niet alleen explosieven en brandbommen in de belegerde stad, maar nu ook vuilnis en lijken; het laatste met de bedoeling ziekten te verspreiden. De Maastrichtse burgermilities, georganiseerd in ambachten en versterkt met bisschoppelijke eenheden, weerden zich kranig. Te midden van dit tumult werd in augustus 1408 een nieuw ambacht (gilde) opgericht, dat van de 'schutten' (boogschutters). Verder legden de Luikenaren een Jekerarm om, waardoor de Maastrichtse watermolens stilvielen. De Maastrichtenaren bouwden daarop een watermolen op de Griend en hadden bovendien diverse schipmolens op de Maas tot hun beschikking.
Ondertussen wist Jan van Beieren een leger van 1200-1600 "Beierse" ruiters te rekruteren (in werkelijkheid waren de zogenaamde Bavari deels uit het gebied tussen Maas en Rijn afkomstig). Niet duidelijk is of dit leger al vóór het tweede beleg in Maastricht was gearriveerd; volgens sommige bronnen braken de Bavari door de linies van de belegeraars en geraakten op die manier binnen de stad, waar ze met groot enthousiasme werden ontvangen. Jan van Beieren arriveerde in elk geval pas op 7 juni in de stad.
Intussen slaagde de bisschoppelijke diplomatie erin hulptroepen op de been te brengen van onder meer de Bourgondische hertogen, de graven van Artesië en de graven van Namen. Onder leiding van hertog Jan zonder Vrees van Bourgondië, de broer van de Brabantse hertog Antoon van Bourgondië, trok een leger van 35.000 manschappen op naar het prinsbisdom, waar de ene na de andere stad zich overgaf. Een deel van het beleg van Maastricht was al op 22 augustus opgeheven en op 21 september trok het merendeel van de overgebleven belegeraars weg, Jan zonder Vrees tegemoet. In de buurt van Tongeren kwam het tot een bloedige confrontatie in de Slag bij Othée, waarbij meer dan 30.000 Luikse opstandelingen, onder wie Hendrik en Dirk van Horne, het leven lieten. Nog diezelfde dag slaagden de bisschop en de Maastrichtenaren erin het restant van de Luikse belegeraars te verdrijven.

## Gevolgen van het beleg
Na het opbreken van het beleg, trad Jan van Beieren ongenadig hard op tegen de opstandelingen. Zo liet hij gevangenen op de Maastrichtse wallen ophangen en werd de Luikse burgemeester Jacques Badut op het Vrijthof onthoofd en gevierendeeld. Ook de hoofden van de twee bij Othée gesneuvelde Van Hornes werden op pieken op de stadsmuur tentoongesteld. Van andere opstandelingen werden de ogen uitgestoken of handen afgekapt.
Een jaar na het beëindigen van het beleg werd uit dankbaarheid de Noodkist van Sint-Servaas in processie door de straten van de stad gedragen. Tot in de 16e eeuw werd in de Sint-Servaaskerk jaarlijks op 23 september het ontzet van Maastricht gevierd. In 1412 werd boven de poortdoorgang aan de veldzijde van de Duitse Poort een gedenksteen aangebracht die het beleg van 1408 in herinnering moest houden.
Op 13 november 1409 bevestigde Jan van Beieren een Maastrichts charter, waarin de rechten, vrijheden en privileges van de stad opgenomen waren. De stad was daarmee de enige Luikse stad, die haar vrijheden onder Jan van Beieren behield. De pro-Bourgondische Maastrichtse burgemeesters Arnold van Here en Antoon Yserman, die Van Beieren tijdens het beleg hadden gesteund, werden door de bisschop als schepenen van Luik aangesteld. Pas in 1441 werd de goede verstandhouding tussen Luik en Maastricht weer enigszins hersteld, maar de Maastrichtse deelname aan de Luikse Staten en Luikse aangelegenheden in het algemeen was gedurende de 15e eeuw geringer dan daarvoor, terwijl het aantal juridische conflicten toenam.

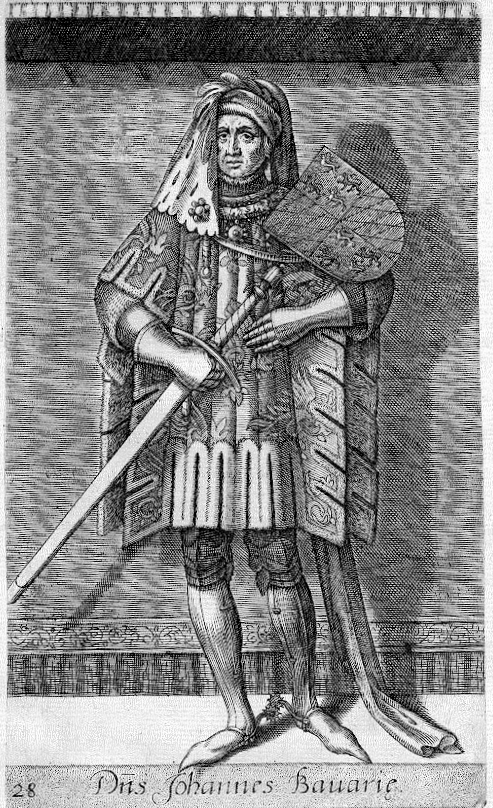
Jan van Beieren
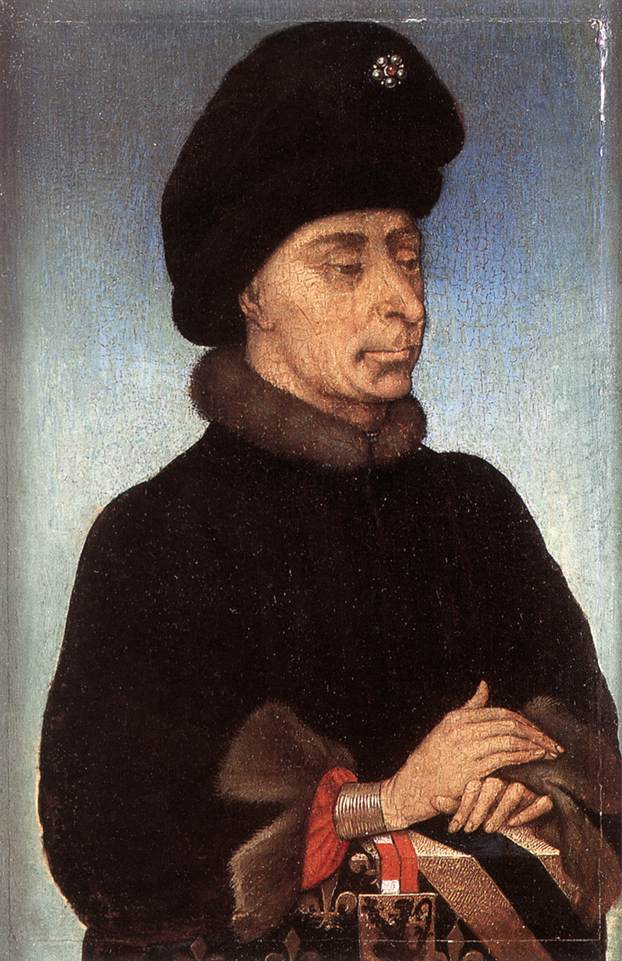
Jan zonder Vrees
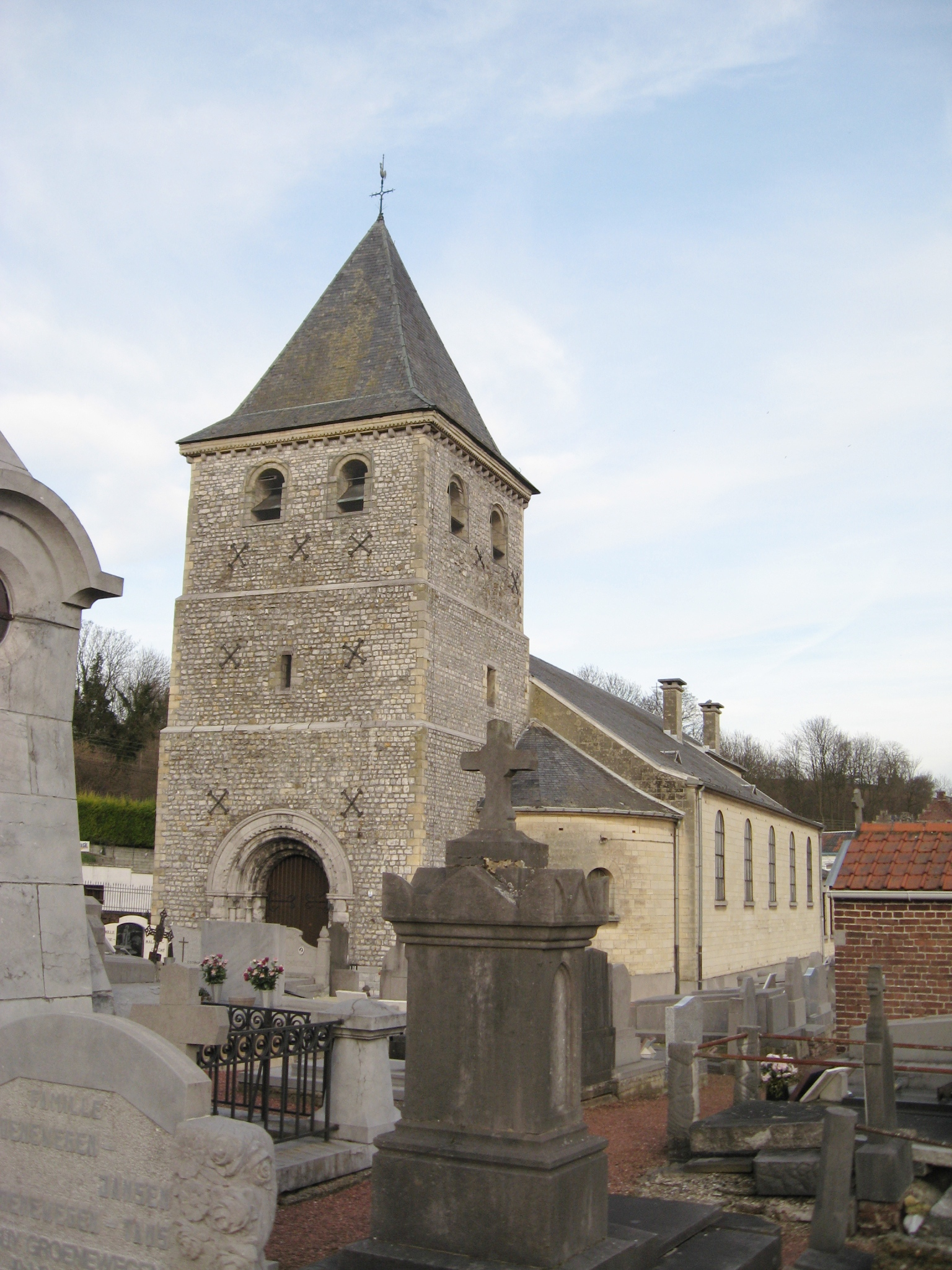
Kerk van Wonck
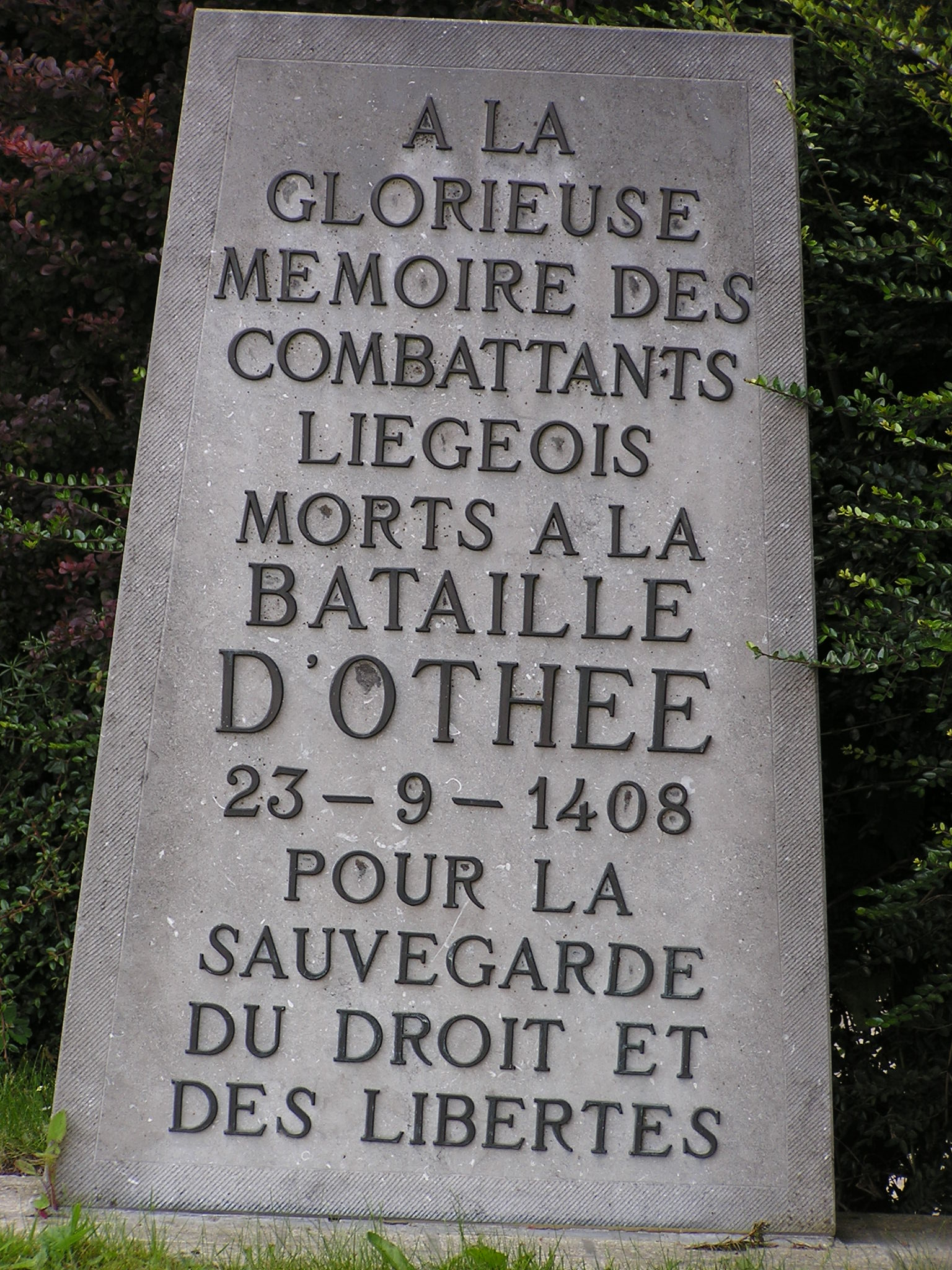
Monument Slag bij Othée